# 1995 en combiné nordique
| Années du combiné nordique : 1992 - 1993 - 1994 - 1995 - 1996 - 1997 - 1998    |
| Décennies du combiné nordique : 1960 - 1970 - 1980 - 1990 - 2000 - 2010 - 2020 |

Cette page reprend les résultats de combiné nordique de l'année 1995.

## Coupe du monde
Le classement général de la Coupe du monde 1995 fut remporté, pour la troisième fois consécutive, par le Japonais Kenji Ogiwara. Il s'impose devant les Norvégiens Bjarte Engen Vik et Knut Tore Apeland.

### Coupe de la Forêt-noire
La coupe de la Forêt-noire 1995 fut remportée par le Norvégien Fred Børre Lundberg.

### Festival de ski d'Holmenkollen
L'épreuve de combiné de l'édition 1995 du festival de ski d'Holmenkollen fut remportée par le Japonais Kenji Ogiwara
devant son homonyme et compatriote Tsugiharu Ogiwara. Le Norvégien Bjarte Engen Vik est troisième.

### Jeux du ski de Lahti
Comme l'année précédente, l'épreuve de combiné des Jeux du ski de Lahti n'a pas eu lieu.

### Jeux du ski de Suède
L'épreuve de combiné des Jeux du ski de Suède 1995 fut remportée par le coureur japonais Kenji Ogiwara. Il remporte la victoire devant son compatriote Takanori Kono tandis que l'Autrichien Mario Stecher termine troisième.

## Championnat du monde
Le championnat du monde eut lieu à Thunder Bay en Ontario, une province canadienne.
L'épreuve individuelle fut remportée par le Norvégien Fred Børre Lundberg devant le Finlandais Jari Mantila. Le Français Sylvain Guillaume est troisième.
L'épreuve par équipes fut remportée par l'équipe du Japon, composée de Masashi Abe, Tsugiharu Ogiwara, Kenji Ogiwara et Takanori Kōno. Elle devance l'équipe de Norvège (Halldor Skard, Bjarte Engen Vik, Knut Tore Apeland & Fred Børre Lundberg). L'équipe de Suisse (Markus Wüst, Armin Krügel, Stefan Wittwer & Jean-Yves Cuendet) termine troisième.

## Universiade
L'Universiade d'hiver de 1995 s'est déroulée à Jaca, en Espagne.
L'épreuve de combiné fut remportée par le Biélorusse Sergueï Zakharenko devant les Japonais Kazuyoshi Yomada et Futoshi Otake.

## Championnat du monde juniors
Le Championnat du monde juniors 1995 a eu lieu à Gällivare, en Suède.
L'épreuve individuelle a vu la victoire du Finlandais Hannu Manninen devant les Autrichiens Mario Stecher et Felix Gottwald.
L'épreuve par équipes a été remportée par l'équipe d'Autriche, composée par Jürgen Bär, Felix Gottwald et Mario Stecher. Elle devance l'équipe tchèque (Marek Fiurášek (en), Ladislav Rygl et Petr Šmejc (cs)) tandis que l'équipe de Norvège (Jacob Gunnes, Kristian Hammer & Jermund Lunder) se classe troisième.

## Coupe du monde B
Le classement général de la Coupe du monde B 1995 fut remporté par le Suisse Markus Wüst devant le Tchèque Zbyněk Pánek. Le coureur allemand Sepp Buchner termine à la troisième place.

## Grand Prix d'été
Le Grand Prix d'été 1995a été remporté par le coureur norvégien Trond Einar Elden. Il s'impose devant son compatriote Knut Tore Apeland. L'Allemand Enrico Heisig est troisième.

## Coupe OPA
Le jeune Autrichien Jürgen Bär remporte la coupe OPA 1995.
Chez les plus jeunes, c'est le coureur français Nicolas Bal qui s'impose.